# Maniola valdivianus
Maniola valdivianus är en fjärilsart som beskrevs av Reed 1877. Maniola valdivianus ingår i släktet Maniola och familjen praktfjärilar. Inga underarter finns listade i Catalogue of Life.